# Liriomyza scorzonerae
Liriomyza scorzonerae este o specie de muște din genul Liriomyza, familia Agromyzidae, descrisă de Ryden în anul 1951.
Este endemică în Sweden. Conform Catalogue of Life specia Liriomyza scorzonerae nu are subspecii cunoscute.